# Samuel Butler
Samuel Butler (Langar, 4 dicembre 1835 – Londra, 18 giugno 1902) è stato uno scrittore inglese.
Samuel Butler è considerato dai critici un autore vittoriano iconoclasta. Tra le sue opere più famose troviamo l'opera satirica Erewhon e il romanzo postumo The Way of All Flesh (Così muore la carne). È anche noto per le sue analisi sulla ortodossia cristiana, per i suoi studi sulla teoria dell'evoluzione e dell'arte italiana e per i suoi scritti di storia e critica letteraria. Butler fu anche traduttore dell'Iliade e dell'Odissea di Omero.

## Biografia
Samuel Butler era il secondo dei quattro figli di Thomas Butler, canonico, e di Fanny Worsley. Il suo omonimo nonno era stato vescovo anglicano di Lichfield e Coventry, nonché pedagogista e bibliofilo. Destinato dal padre alla carriera nella chiesa anglicana, come da lunga tradizione familiare, Samuel Butler frequentò la Shrewsbury School e poi il St. John's College dell'Università di Cambridge, dove si laureò nel 1858.
Dopo la laurea, in attesa dell'ordinazione sacerdotale, visse tra il 1858 e il 1859 in una parrocchia popolare di Londra. Lì, accortosi che il fatto di avere ricevuto il battesimo non provocava alcuna differenza nella morale e nel comportamento delle persone, iniziò a mettere in dubbio la propria fede. Questa esperienza gli varrà più tardi da ispirazione per la sua opera The Fair Haven, nella quale giunse a negare la risurrezione di Gesù.
La fitta corrispondenza che ebbe con suo padre su tale argomento non gli servì a sciogliere i dubbi e aumentò la rabbia del genitore, al punto che, allo scopo di prendere il più possibile le distanze dalla famiglia, Butler decise di emigrare in Nuova Zelanda. L'esperienza del suo arrivo e della sua vita da pastore e contadino a Mesopotamia Station fu da lui descritta nel libro A First Year in Canterbury Settlement (1863).
Ritornato in Inghilterra nel 1864, si stabilì a Londra, dove visse per tutto il resto della vita. Nel 1872 pubblicò in forma anonima il romanzo satirico Erewhon, che ebbe un grande successo. Quando Butler rivelò di esserne l'autore divenne perciò un personaggio famoso. Erewhon rivelò l'interesse dello scrittore nei confronti della teoria dell'evoluzione di Charles Darwin, benché Butler rivolgesse qualche critica sulla paternità dell'intuizione scientifica, visto che Butler attribuiva gran parte delle idee evoluzionistiche al nonno di Charles, Erasmus Darwin. Il seguito del romanzo, Erewhon Revisited, ebbe minor fortuna. Questi anni furono caratterizzati da diverse difficoltà economiche.
La morte del padre, avvenuta nel 1886, risolse i problemi finanziari dell'autore inglese per i sei anni successivi. In questo periodo Butler era solito trascorrere le vacanze estive in Italia, dove svolse studi approfonditi sui Sacri Monti alpini (oggi Patrimonio mondiale dell'UNESCO). In tempi moderni la più incisiva azione internazionale di promozione e di studio dei Sacri Monti si deve due sue volumi: Alps and Sanctuaries, apparso nel 1881, ed Ex voto, del 1888, che trattava degli affreschi di Gaudenzio Ferrari a Varallo Sesia. Piuttosto frequenti furono anche i viaggi che portarono Butler in Sicilia, in particolare nel territorio trapanese, stimolo per i suoi studi sull'Odissea. Butler scrisse anche altri libri, uno dei quali, il romanzo autobiografico Così muore la carne (The Way of All Flesh), fu dato alle stampe solo dopo la sua morte in quanto conteneva un forte attacco nei confronti dell'ipocrisia vittoriana.
Ebbe una relazione sentimentale con un avvocato, Charles Paine Pauli, figlio di un uomo d'affari tedesco, che aveva incontrato in Nuova Zelanda nel 1861. Al ritorno in Inghilterra, i due vissero per circa un anno a Clifford's Inn, poi Pauli si trasferì al West End, in un appartamento di cui non volle rivelare l'ubicazione a Butler. Butler protesse e mantenne l'amico per trent'anni nonostante le proprie difficoltà economiche. Quando però Pauli morì, nel 1899, al funerale si incontrarono tre persone che l'avevano fino a quel momento finanziato e mantenuto, ciascuno all'insaputa dell'altro. Si apprese che Pauli aveva potuto così accumulare una fortuna e aveva ovviamente escluso Butler dal proprio testamento.
Risulta che Butler intrattenne almeno altre due intense relazioni affettive: la prima con quello che sarebbe poi stato il suo biografo, Henry Festing Jones; la seconda con lo svizzero Hans Faesch, poi morto prematuramente. Per quest'ultimo Butler scrisse un componimento poetico, In Memoriam, che poi rigettò al tempo del processo per sodomia di cui fu vittima Oscar Wilde, nel timore di essere colpito da un'accusa simile. Pare che sia Butler sia Festing Jones portassero una ciocca dei capelli del giovane racchiusa in un medaglione. Butler ebbe anche una profonda relazione, senza dubbio platonica, con Eliza Mary Ann Savage (1836-1885): un'intensa amicizia basata su una profonda intesa intellettuale, sicché la morte improvvisa della donna, avvenuta nel 1885, sconvolse nell'intimo lo scrittore.
Il temperamento di Butler era assai versatile: la sua attività di romanziere si intrecciava con interessi molto vari, dalla musica, alla pittura, dalla biologia allo studio dell'epigrafia e dell'epica classica. In ogni ambito si muoveva con la sicurezza del dilettante appassionato, che non lasciava nulla allo slancio superficiale, ma approfondiva e studiava direttamente dalle fonti. Ammirava Händel e lo imitava nelle sue composizioni musicali. Nel 1888, insieme a Henry Festing Jones, compose anche un oratorio, intitolato Narcissus.

## Storia e critica letteraria
Butler sviluppò una teoria secondo la quale l'Odissea non sarebbe stata scritta da Omero ma ad opera, in realtà, di una giovane donna siciliana, e i paesaggi descritti nel poema sarebbero quelli della Sicilia e delle isole vicine (teoria dell'origine siciliana dell'Odissea). Tale teoria è formulata nel libro L'autrice dell'Odissea (1897) nonché nella traduzione e nelle note a piè di pagina della sua traduzione in prosa dell'Odissea. Robert Graves elaborò tale ipotesi nel romanzo La figlia di Omero. 
Butler tradusse anche l'Iliade. Tra le altre sue opere vi è Shakespeare's Sonnets Reconsidered (1899) in cui viene esposta la teoria secondo cui i Sonetti di William Shakespeare, se disposti in un certo ordine, narrino, in realtà, una storia di amore omosessuale.
Lo scrittore inglese Aldous Huxley ammise apertamente di essersi ispirato a Erewhon per il suo romanzo Il mondo nuovo.

## Opere
Intorno al 1920 Jonathan Cape pubblicò tutte le opere di Butler in venti volumi (The Shrewsbury Edition of the Works of Samuel Butler): dell'opera omnia stampò solo 750 copie, divenute pressoché introvabili.
Scrisse anche un diario di viaggio, Alps and Sanctuaries of Piedmont and the Canton Ticino, pubblicato per la prima volta nel 1881..
Il libro è stato tradotto in italiano da Pier Francesco Gasparetto, ed è stato pubblicato a cura del Centro di Documentazione dei Sacri Monti europei, in occasione dell'iscrizione da parte dell'UNESCO del sito denominato Sacri Monti del Piemonte e della Lombardia nella lista dei Patrimoni dell'umanità (Parigi 2003).
A Butler si deve la più incisiva azione internazionale di promozione e studio dei Sacri Monti.
Nel 1897 a conforto della teoria elaborata sull'Origine siciliana dell'Odissea, pubblica L'autrice dell'Odissea (The Authoress of the Odyssey) che, in traduzione italiana, è stata ristampata nel 1998 per le Edizioni dell'Altana (con una prefazione di Dario Sabbatucci e in appendice lo scritto Viaggio in Sicilia sulle orme di Butler di Festing Jones), e nel 2013 da Robin edizioni con traduzione di Giuseppe Barrabini. 
Inoltre, il Progetto Gutenberg ha reso disponibili le traduzioni di Butler dell'Odissea e dell'Iliade.

## Biografie
L'amico e compagno Henry Festing Jones scrisse una biografia di Butler in due volumi, intitolata Samuel Butler, Author of Erewhon (1835-1902): A Memoir, che fu pubblicata nel 1919. 

## Traduzioni italiane delle opere
- Ex voto: studio artistico sulle opere d'arte del S. Monte di Varallo e di Crea, a cura di Angelo Rizzetti, Novara, Tipolitografia Dei Fratelli Miglio, 1894
- L'Odissea giudicata da un inglese, traduzione ed introduzione di Alberto Giacalone-Patti, Palermo, Tip. Statuto, 1897
- Erewhon ovvero dall'altra parte delle montagne,
  - trad. di G. Titta Rosa, Milano, A. Corticelli, 1926; Milano : Ultra, 1945
  - traduzione di Aldo Sorani, Roma, Editoriale Romana, 1944
  - Erewhon. Ritorno in Erewhon, versione e introduzione di Lucia Drudi Demby, Milano, Adelphi, 1965, 1975 in 2 voll. e successive ristampe
  - trad. di Michele Lo Buono, introduzione e note di Peter Mudford, Milano, Mondadori, 1984
- Nuovi viaggi in Erewhon, trad. di G. Titta Rosa, Milano, A. Corticelli, 1928
- Così muore la carne, traduzione di Enzo Giachino, Torino, Einaudi, 1939 e successive ristampe; con il titolo Tutti si muore, a cura di Decio Pettoello, Torino, UTET, 1968
- L'autrice dell'Odissea, traduzione di Giuseppe Barrabini, Trapani, Celebes, 1968; trad., introduzione e note di Donata Aphel, Roma, Edizioni dell'Altana, 1998; Roma, Robin, 2013
- Alpi e santuari : viaggio curioso di un grande scrittore inglese tra valli, campanili e tradizioni, a cura di Pier Francesco Gasparetto, Casale Monferrato, Piemme, 1991
- Dizionario dei luoghi non comuni,  a cura di Guido Almansi, Parma, Guanda, 1996
- Il buon porto, titolo originale: The fair haven 1873. Traduzione di Guido Negretti, prima edizione italiana: 2017 - ed. Nessun Dogma.
- Odissea, traduzione e cura di Daniel Russo, Milano, Blackie Edizioni, 2023.